# Kościół św. Antoniego w Białej Podlaskiej
Kościół w Białej Podlaskiej w województwie lubelskim – kościół rektoralny Zakonu Braci Mniejszych Kapucynów i klasztor poreformacki pw. św. Antoniego w Białej Podlaskiej.
Zespół barokowych budynków murowanych z cegły, otynkowanych: złożony z kościoła zwróconego fasadą na północ i zblokowanego z nim od wschodu trójskrzydłowego klasztoru. Fasada kościoła poprzedzona prostokątnym dziedzińcem, otoczonym ceglanym, otynkowanym murem: od ulicy metalowy parkan z murowanymi słupkami, pośrodku dziedzińca odsłonięty 3 grudnia 2000 pomnik Jana Pawła II autorstwa Dariusza Sitka i Edwarda Sitka z Gdańska.

## Historia kościoła

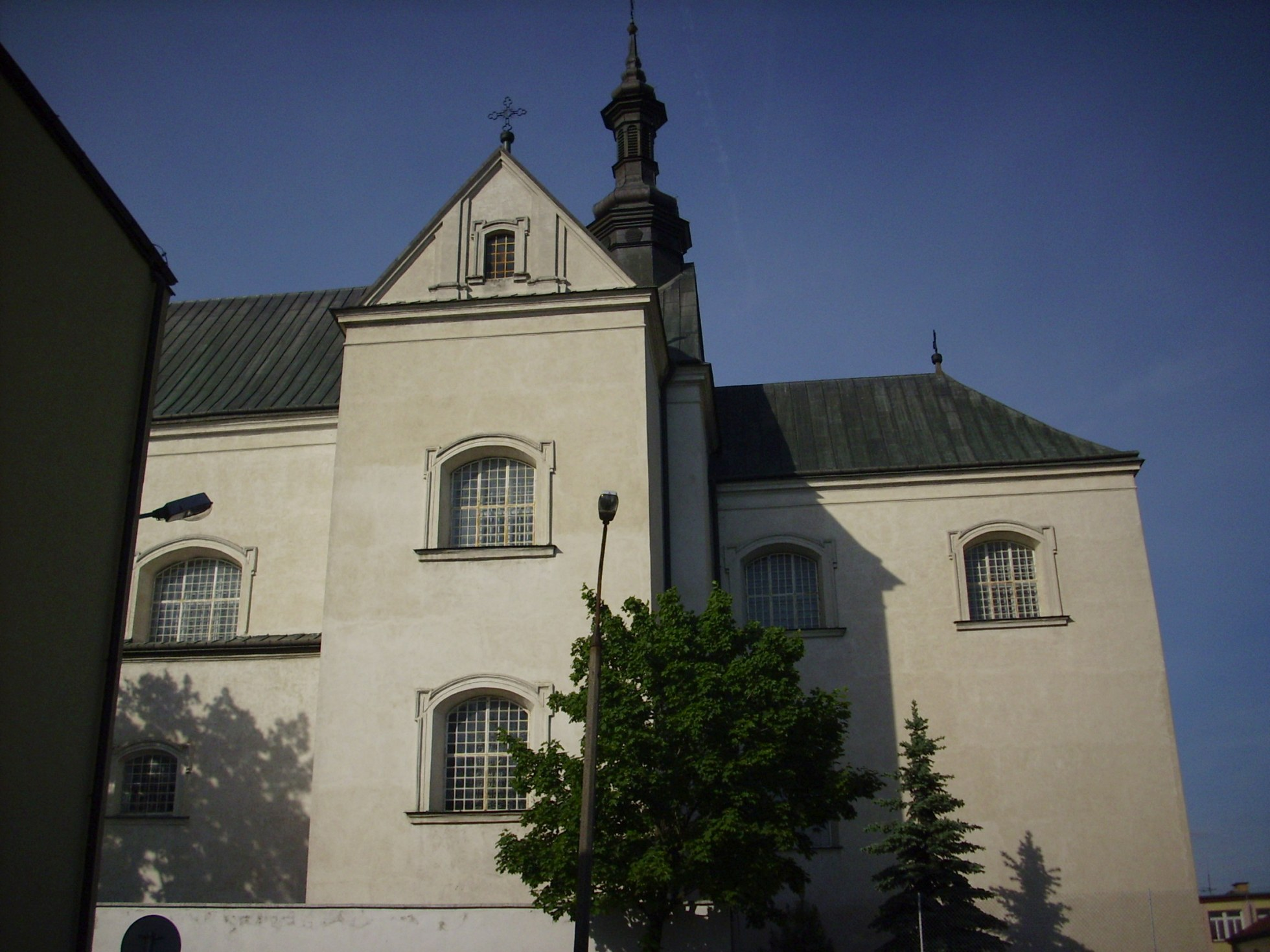
Widok od strony zachodniej

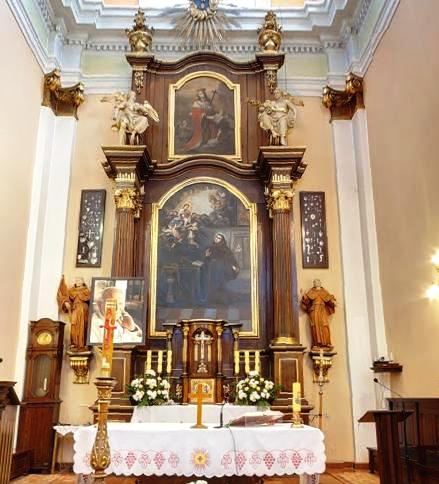
Ołtarz

Okres wojen z około połowy XVII wieku przyniósł miastu Białej Podlaskiej szereg zniszczeń. Najazd Szwedów, w 1656 r. wkroczenie wojsk Jerzego II Rakoczego, wojna polsko-rosyjska, plądrowanie Podlasia przez skonfederowane wojska polskie i litewskie oraz zarazy w 1653, 1656 i 1661 roku – te wydarzenia sprawiły, że ludność Podlasia zmniejszyła się o połowę. Warunki życia mieszkańców Białej nie różniły się zasadniczo od warunków życia chłopów i były bardzo ciężkie. Doprowadziło to także do obniżenia poziomu duszpasterstwa i religijności w całym ówczesnym Hrabstwie Bialskim. Aby proces duchowego i kulturowego upadku zatrzymać postanowiono osadzić w Białej zakon reformatów. W 1670 r., po trwających cztery lata zabiegach, za zgodą Jana Kazimierza, Michał Kazimierz Radziwiłł i jego żona Katarzyna sprowadzili do Białej reformatów. 
- 1670 – fundacja kościoła przez Michała Kazimierza Radziwiłła i jego żonę Katarzynę z Sobieskich Radziwiłłową; wystrój jego wnętrza odbiegał znacznie od innych kościołów reformackich, jest on znacznie bogatszy – odpowiadał zapotrzebowaniu, prestiżowi, ambicjom i możliwościom materialnym Radziwiłłów
- 1671 – przedstawinie projektu kościoła i zespołu klasztornego fundatorom; przybycie z Poznania do Białej pierwszych zakonników – o. Sylwestera Nadolskiego i o. Jana Kapistrana
- 1672–1684 – budowa i wyposażanie kościoła; murowana budowla została wzniesiona zapewne według projektu Augustyna Locciego Młodszego, fasada zapewne innego autorstwa; budową kierował warszawski architekt Andrys Huber
- 1688 – konsekracja świątyni pod wezwaniem Matki Bożej Anielskiej przez biskupa kijowskiego Andrzej Chryzostom Załuski, z którego fundacji w latach 1682–1686 wystawiono siedem ołtarzy wykonanych przez Andrycza Huberta
- 1739 – ufundowanie przez Annę z Sanguszków Radziwiłłową nowych rozbudowanych ołtarzy według projektu o. Mateusza Osieckiego; kościół został przez nią ponownie uposażony
- 1788 – uroczyste sprowadzenie relikwii bł. Pacyfika
- pierwsza połowa XVIII w. – budowa murowanego ogrodzenia z malunkami stacji Drogi Krzyżowej w płytkich wnękach, w których w latach 1989–1990 umieszczony został zespół tablic pamiątkowych, tzw. Podlaskie Epitafium Żołnierskie
- 1836 – roku remont kościoła, być może wtedy wykonana została nadbudowa szczytu fasady
- 1867 – kasata klasztoru – kościół stał się filią kościoła parafialnego św. Anny
- 1869 – budowla została przekształcona w cerkiew unicką
- 1875–1915 – cerkiew prawosławna; wyposażenie kościoła zostało przeniesione do okolicznych parafii, m.in. konfesjonały, ławki, ołtarze Matki Bożej i św. Antoniego, figury świętych Piotra i Pawła, obrazy, monstrancja, pacyfikał oraz ornaty – do sąsiedniego kościoła św. Anny, następnie częściowo przekazane do kościoła farnego w Międzyrzecu Podlaskim; obrazy drogi krzyżowej i krucyfiks do Huszczy; jeden ołtarz do Kąkolewnicy, gdzie przerobiony został na dwa ołtarze boczne
- 1919 (lub później) – rozbiórka wzniesionej przed fasadą dzwonnicy bramowej w stylu rusko-bizantyjskim
- 1910 – zmiana formy wieżyczki sygnaturki
- 1915 – rekoncyliacja oraz powrót dwóch ołtarzy i części wyposażenia przechowywanego w kościele św. Anny
- po 1919 – utworzenie parafii wojskowej pod wezwaniem Krzyża Świętego
- 1940 – urządzenie przez Niemców w budynku kościoła składu amunicji, zniszczenie bramki przed kościołem
- 1944 – częściowe uszkodzenie budowli – zniszczone lub uszkodzone zostało wyposażenie z wyjątkiem ołtarza Matki Bożej, konfesjonału, obrazów i części figur z ołtarza głównego, przeniesionych do kościoła św. Anny
- 1944 – ponowny remont wnętrza
- 1946 – zawieszonie kutych neobarokowych kandelabrów i żyrandola
- 1950 – wykonanie nowej ambony przez Franciszka Maksymiuka
- 1950–1951 – budowa bramy z dwiema furtkami i żelazną kratą, która zamknęła od frontu ogrodzenie dziedzińca, według projektu architekta Eugeniusza Czyża i Lecha Niemojewskiego; wewnątrz – wymiana posadzki w nawie głównej
- 1952–1954 – budowa organów przez firmę Fryderyka Schwarza z Kartuz
- 1953 – wzniesionie ołtarzy: Najświętszego Serca Pana Jezusa i Chrystusa Ukrzyżowanego
- 1956 – rekonstrukcja sygnaturki według projektu Eugeniusza Czyża
- 1957–1958 – remont dachu
- 1965 – z powodu niedostatecznej liczby powołań do zakonu reformatów, za jego zgodą i za pozwoleniem biskupa podlaskiego Ignacego Świrskiego, kościół objął zakon oo. kapucynów
- 1971 – aranżacja piwnic na sale katechetyczne
- 2000 – zmiana aranżacji placu przed kościołem, rozebranie bramy i wystawienie pomnika Jana Pawła II na osi przed fasadą
- 2005 – budowa neobarokowego ołtarza w kaplicy, z witrażem błogosławionego Honorata Koźmińskiego i portretem Jana Pawła II w zwieńczeniu
- sierpień 2020 – odsłonięcie tablicy pamiątkowej upamiętniającej żołnierzy 34 pułku piechoty, który niegdyś stacjonował w Białej Podlaskiej[2]

## Historia klasztoru
- 1687–1692 – budowa murowanych budynków; klasztor pierwotnie był drewniany
- 1743 – uposażenie biblioteki klasztornej przez Annę z Sanguszków Radziwiłłową
- 1867 – kasata zakonu – zakonnicy przeniesieni do klasztoru w Pilicy, budynek i ogrody zostały podzielone na dwie części: pierwsza użytkowana przez wikarego, w drugiej zaś mieściło się seminarium nauczycielskie
- 1869 (koniec roku) – przekazanie biblioteki do seminarium w Lublinie
- 1908 – przebudowa klasztoru
- 1918 (koniec roku) – zwrócenie klasztoru katolikom
- 1919 – na podstawie pięcioletniej umowy z biskupem podlaskim Henrykiem Przeździeckim klasztor został wydzierżawiony ministerstwu Wyznań Religijnych i Oświecenia Publicznego, które urządziło tu gimnazjum żeńskie
- do 1993 – liceum ogólnokształcące
- od 1993 – klasztor oo. kapucynów